# Gaborone City
Gaborone City est un sous-district du Botswana. Il se compose uniquement de la ville de Gaborone.